# Madacontia gloriosa
Madacontia gloriosa is een vlinder uit de familie uilen (Noctuidae). De wetenschappelijke naam van deze soort is voor het eerst voorgesteld als Hypocalymnia gloriosa door George Hamilton Kenrick in een publicatie uit 1917.
De soort komt voor op Madagaskar.